# Цілинна ділянка з ставком
Цілинна ділянка з ставком — ландшафтний заказник місцевого значення. Об'єкт розташований на території Чернігівського району Запорізької області, Стульнівська та Новомихайлівська сільська ради.
Площа — 343 га, статус отриманий 1998 року.